# Llano Blanco, Hidalgo
Llano Blanco är en ort i Mexiko.   Den ligger i kommunen Zimapán och delstaten Hidalgo, i den sydöstra delen av landet, 140 km norr om huvudstaden Mexico City. Llano Blanco ligger 1 803 meter över havet och antalet invånare är 641.
Terrängen runt Llano Blanco är varierad. Runt Llano Blanco är det ganska glesbefolkat, med 39 invånare per kvadratkilometer. Närmaste större samhälle är Zimapan, 4,2 km nordväst om Llano Blanco. Trakten runt Llano Blanco består i huvudsak av gräsmarker.